# Разак, Брима
Брима Разак (англ. Brimah Razak; род. 22 июня 1987, Аккра) — ганский футболист, вратарь сборной Ганы и испанского футбольного клуба «Линарес Депортиво».

## Клубная карьера
После того, как нечасто он играл за молодежную команду, Разак начал свою профессиональную карьеру в январе 2007 года в Португальском клубе «Шавеш», играя во втором дивизионе страны. В следующем году он опустился в третий дивизион и присоединился к клубу «Униан Мадейра», будучи первым выбором команды. Клуб занял третье место в своей группе — хотя и без конечного продвижения. Летом 2008 года Разак вернулся в клуб, он был представлен в виде молодого вратаря «Полидепортиво» в третьем дивизионе Испании, уступая ветерану Хоакину Валерио в своем первом и единственном сезоне. Впоследствии он подписал контракт с «Реал Бетис», но он провел первый год в той же категории, что и в предыдущем клубе, так как он оказался исключительно для резервного состава. Разак был повышен до первой команды «Бетиса» в сезоне 2010-11. Первого сентября, он появился в товарищеском матче с Атлетико Мадрид, а 24 июля он сделал свой официальный дебют, сыграв все 90 минут в игре Копа дель Рей против "Саламанка, 2-1 победа хозяев. Разак бултыхался между вторым и третьим дивизионами Испании в последующие годы, представляя «Тенерифе», «Гвадалахара», «Кордова» и «Мирандес». 29 июля 2015 года он вернулся в «Кордову», но не присваивается к основной команде и во втором дивизионе.
В 2017 году Разак впервые покинул Европу и перешёл в южноафриканский клуб «Мамелоди Сандаунз». В 2019 году Разак вернулся в Испанию в клуб «Линарес Депортиво». В сезоне 2019/2020 он стал лучшим вратарём Терсеры, получил трофей Саморы, пропустив 13 голов в 24 матчах, помог команде выйти в Сегунду Б.

## Международная карьера

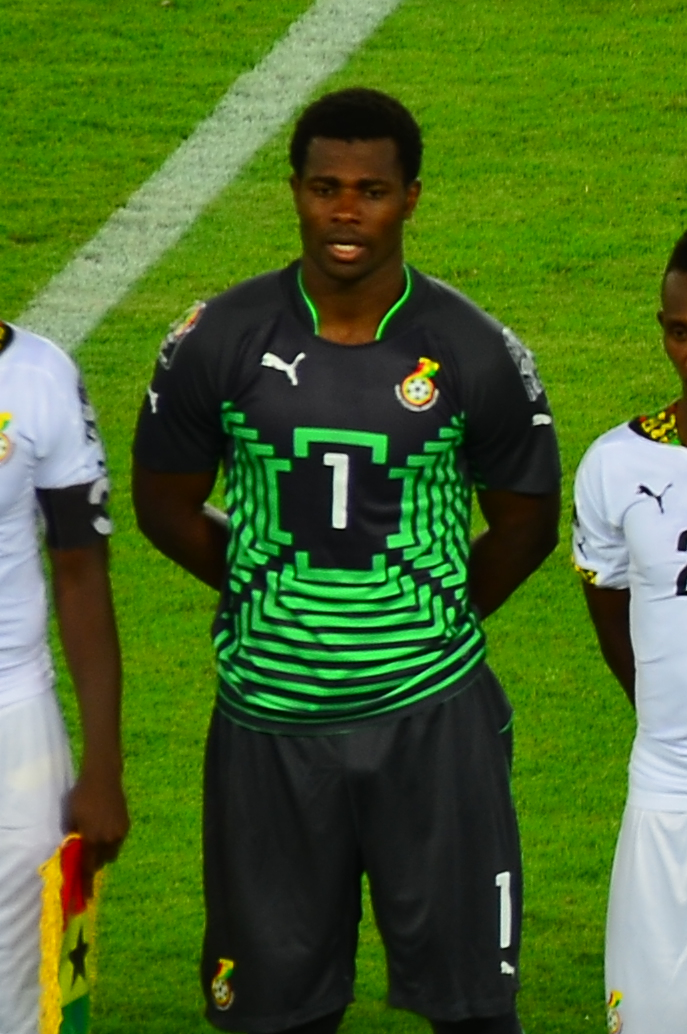
Разак в финале Кубка африканских наций 2015.

14 августа 2013 года Разак получил свой первый вызов в сборную Ганы, появился на поле в матче против Турции, который завершился ничьей 2:2. Тренер национальной сборной Джеймс Квеси Аппиа позволил ему выйти на замену вместо Адама Куараси в перерыве между таймами. Он был в составе сборной, которая участвовала в 2015 году на Кубке африканских наций. Будучи первым вратарём сборной, Гана дошла до финала турнира, но проиграла в серии послематчевых пенальти Кот-д'Ивуару 8:9. В 2017 году Разак вновь принял участие в Кубке африканских наций. На турнире он сыграл в 5 матчах турнира, а сборная Ганы заняла на турнире 4-е место, проиграв Буркина-Фасо 0:1 в матче за бронзу. После турнира в сборную Ганы Разак ни разу не вызывался.

## Достижения
«Мамелоди Сандаунз»
- Чемпион ЮАР: 2017/18

 Сборная Ганы
- Финалист Кубка африканских наций: 2015